# Sumner Welles
Benjamin Sumner Welles (New York, 14 oktober 1892 - Bernardsville (New Jersey), 24 september 1961) was een Amerikaans diplomaat. Hij was een belangrijke adviseur voor president Franklin D. Roosevelt en diende onder hem als onderminister van Buitenlandse Zaken.

## Levensloop

### Vroege jaren
Welles werd geboren in een welvarende familie die behoorde tot de elite van New York. Vanaf zijn elfde bezocht hij een kostschool in Massachusetts. Daar deelde hij een kamer met Hall Roosevelt, de broer van Eleanor Roosevelt. Hij was trouwbediende (in het Engels page) op de bruiloft van Eleanor met haar neef Franklin Delano Roosevelt. Welles studeerde economie, Iberische literatuur, en cultuur aan Harvard. In 1914 studeerde hij af.

### In dienst van Buitenlandse Zaken

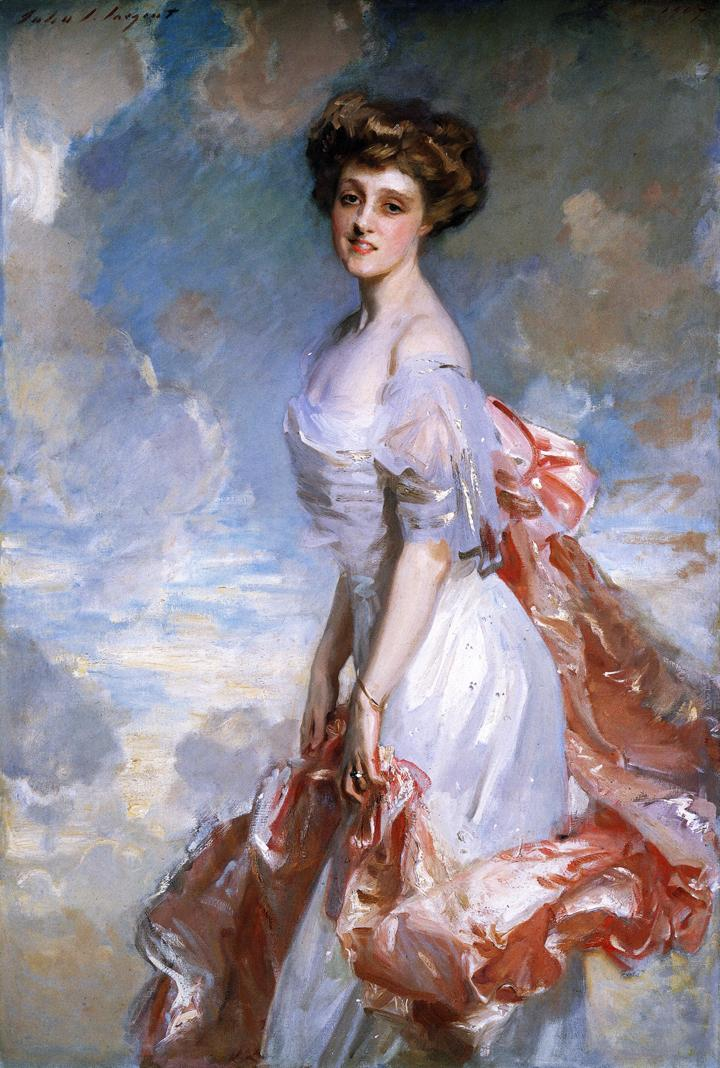
Welles tweede vrouw Mathilde Towsend in 1907 geschilderd door John Singer Sargent.

Na zijn studie vond hij werk bij de United States Foreign Service, de diplomatieke dienst van de Amerikaanse regering.  Hij werkte korte tijd op de Amerikaanse ambassade in Tokio. Na zijn vertrek daar specialiseerde Welles zich snel in de Latijns-Amerikaanse kwesties. Vanaf 1919 was Welles werkzaam in de Argentijnse hoofdstad Buenos Aires en leerde daar vloeiend Spaans spreken. Minister van Buitenlandse Zaken Charles Evans Hughes benoemde hem tot het hoofd van de Latijns-Amerikafanse afdeling. Een jaar na zijn aantreden vertrok Welles alweer omdat hij zich niet kon vinden in domineerde visie in de Amerikaanse diplomatieke wereld dat militair geweld nodig kon zijn om de Amerikaanse belangen overzee te waarborgen. Even snel als hij vertrok kwam hij weer terug. Een jaar later stelde Hughes hem aan als speciale gezant naar de Dominicaanse Republiek. Zijn opdracht was om toe te zien op de terugtrekking van Amerikaanse troepen en te zorgen voor garanties voor buitenlandse investeerders. Welles bleef drie jaar in de Dominicaanse Republiek voordat hij 1924 terugkeerde naar de Verenigde Staten.
President Calvin Coolidge stuurde Welles vervolgens als bemiddelaar naar Honduras. Sinds de verkiezingen van 1923 lukte het niet om een regering aan te stellen die kon rekenen op de steun van de meerderheid in het parlement. Na vijf dagen onderhandelen onder leiding van Welles werd er een interim-regering gevormd met generaal Vicente Tosta aan het hoofd, die beloofde dat alle facties in zijn kabinet vertegenwoordigd zouden worden en dat er zo snel als mogelijk presidentsverkiezingen werden uitgeschreven waarin hij geen kandidaat was.
Tegelijkertijd keurde president Coolidge het huwelijk van Welles met Mathilde Scott Townsend af. Welles en Scott Townsend trouwden in 1925, maar Welles ega was pas kort daarvoor gescheiden van senator Peter Gerry, een goede vriend van de president. Welles was zelf twee jaar eerder gescheiden van zijn eerste vrouw Esther Slater, met wie hij twee kinderen kreeg. Welles trok zich daarop terug op zijn landgoed in Oxon Holl in Maryland. Hij schreef daar een uit twee delen bestaande boek over de geschiedenis van de Dominicaanse Republiek. Daarnaast adviseerde hij de Dominicaanse president Horacio Vásquez op de achtergrond.

### Ambassadeur in Cuba
Tijdens de presidentsverkiezingen van 1932 leende hij zijn expertise aan de campagne van de Democratische kandidaat Franklin Delano Roosevelt. Na zijn aantreden als president benoemde Roosevelt Welles tot onderminister voor Latijns-Amerikaanse zaken. Roosevelt stuurde in mei 1933 als speciale gezant naar Cuba, na de uitbraak van een revolutie gericht tegen president Gerardo Machado. Vier jaar later droeg Roosevelt Welles voor als onderminister van Buitenlandse Zaken.

### Onderminister van Buitenlandse Zaken
In de week na de Kristallnacht in november 1938 bood de Britse regering aan om het merendeel van de vijfenzestigduizend visa bestemd voor Britse burgers om te emigreren naar de Verenigde Staten te verstrekken aan Duitse Joden die voor Hitler op de vlucht waren. Welles wees het aanbod namens de Amerikaanse regering af omdat het niet zat te wachten op meer Duitse staatsburgers. In februari en maart 1940 bezocht hij Italië, Frankrijk, Duitsland en Engeland in een poging om voor vrede te bemiddelen. Hitler vreesde dat Welles probeerde een wig te drijven tussen Duitsland en Italië.
Welles liet op 23 juli 1940 een verklaring uitgaan die bekend kwam de staan als de Welles-declaratie. Daarin weigerde de Verenigde Staten de inlijving van de Baltische staten bij de Sovjet-Unie te erkennen. Dit was in lijn met de Stimsondoctrine die Amerika sinds 1932 hanteerde, waarin werd uitgesproken dat territoriale veranderingen als gevolg van oorlogsgeweld niet werden erkend. De Welles-declaratie leidde tot spanningen tussen de latere bondgenoten de VS, de Sovjet-Unie en Groot-Brittannië, maar Welles bleef de niet-erkenning verdedigen.
Welles was biseksueel, maar hield dat – zoals gebruikelijk in die tijd – geheim. In september 1940 zou hij twee Afro-Amerikaanse mannen tijdens een treinreis hebben gevraagd om seks. Dit verhaal bereikte minister van Buitenlandse Zaken Cordell Hull. Hull stond op slechte voet met zijn onderminister die hij zag als een concurrent bij de strijd om de macht. Hull lekte het incident uiteindelijk naar de journalist Arthur Krock en de senatoren Styles Bridges en Burton Wheeler. Zij eisten dat FBI-directeur J. Edgar Hoover het dossier dat hij had over Welles openbaar zou maken, in de hoop dat daarmee de verhalen over Welles bevestigd zouden worden. Hoover weigerde dit te doen, maar de schade voor Welles was inmiddels te groot. Hij diende in september 1943 zijn ontslag bij president Roosevelt, met als officiële reden dat hij voor zijn zieke vrouw wilde zorgen. Welles' zoon Benjamin schreef later in een biografie over zijn vader dat de opmerkingen tijdens de treinreis in een dronken bui waren gemaakt.

### Latere jaren
Na zijn vertrek uit de regering groeide Welles uit als een belangrijke commentator en schrijver over de buitenlandse politiek. Welles leende in 1944 zijn naam aan een fondswervingscampagne van het United Jewish Appeal om geld in te zamelen voor het overbrengen van Joodse vluchtelingen van de Balkan naar Palestina.
In datzelfde jaar verscheen van Welles' hand het boek The time for decision, waarin hij voorstelde om de Duitse oostgrens aan te passen. Oost-Pruisen moest aan Polen worden geschonken. Tegelijkertijd zou Duitsland er andere stukken land bij moeten krijgen waar veel Duitsprekenden woonden. Duitsland zelf moest in drie verschillende landen worden opgedeeld, die allen onderdeel moesten worden van een nieuw te vormen Europese douane-unie. Van het boek werden een half miljoen exemplaren verkocht.
Vier jaar na The time for decision verscheen We need to fail. In dit boek evalueerde hij de conflicterende claims op Palestina. Hij vond dat het Amerikaanse beleid er op gericht moest zijn om twee staten te vestigen die samen een economische unie zouden vormen. Hij bekritiseerde Amerikaanse politici die vonden dat de Verenigde Staten meer tegemoet moesten komen aan de wensen van de Arabische wereld om te voorkomen dat zij te veel onder de invloed van de Sovjet-Unie zouden komen.
Zijn tweede vrouw Mathilde Townsend overleed in 1949 tijdens een vakantie in Zwitserland aan een buikvliesontsteking. Drie jaar later hertrouwde Welles met Harriette Appleton Post, een jeugdvriendin. Met haar bleef hij samen tot zijn dood in 1961. Welles ligt op Rock Creek Cemetery in Washington D.C..